# Les Désastreuses Aventures des orphelins Baudelaire (film)
Pour les articles homonymes, voir Les Désastreuses Aventures des orphelins Baudelaire (homonymie).
Pour plus de détails, voir Fiche technique et Distribution.
Les Désastreuses Aventures des orphelins Baudelaire ou Les Désastreuses Aventures des orphelins Baudelaire d'après Lemony Snicket au Québec (Lemony Snicket's A Series of Unfortunate Events) est un film américano-allemand réalisé par Brad Silberling, adapté de la série de romans éponyme de Lemony Snicket, sorti en 2004. Le scénario reprend plus particulièrement des éléments des trois premiers tomes, Tout commence mal..., Le Laboratoire aux serpents et Ouragan sur le lac.

## Synopsis
À la suite de l'incendie du manoir Baudelaire et de la mort de leurs parents, Violette, Klaus et Prunille se retrouvent orphelins. Monsieur Poe, le directeur de la banque où est entreposée la grande richesse de la famille, est chargé de confier les enfants au parent le plus proche de Monsieur et Madame Baudelaire, le comte Olaf, un sinistre acteur égoïste et vantard, qui ne cherche qu'à se débarrasser des enfants et mettre la main sur leur fortune familiale.
Après plusieurs manigances pour causer la perte des enfants, le comte Olaf perd son droit de garde. Ceux-ci sont envoyés chez leur oncle, le Dr Montgomery, collectionneur de serpents. Mais Olaf les retrouve et se fait passer pour un herpétologue afin de s'immiscer dans leur nouvelle famille. Il finit par tuer le docteur pour récupérer la garde des enfants, mais ces derniers parviennent à démasquer son imposture et sont envoyés au lac Chaudelarmes chez leur tante Agrippine.
Au marché, ils rencontrent un étrange personnage qu'ils reconnaissent aussitôt. Il s'agit une nouvelle fois du comte Olaf, déguisé en capitaine. La tante l'invite à manger chez elle et envoie les enfants faire des courses pour le repas. À leur retour, ils enfants découvrent la disparition de leur tante. Ils la retrouvent dans une grotte de l'autre côté du lac grâce à la fausse lettre de suicide qu'elle a laissée. Tous retournent à la maison. Mais, en le chemin, ils sont attaqués par les sangsues carnivores qui pullulent dans le lac. Les enfants sont alors récupérés par le comte Olaf, qui laisse la pauvre tante se faire dévorer.
Mr Poe n'a plus d'autre solution que de laisser les enfants au comte. Ce dernier apprend que, s'il les tue, il n'obtiendra pas leur fortune. Il décide alors de se marier avec Violette pour avoir l'argent. Il organise une pièce de théâtre avec un vrai juge pour que le mariage soit officiel. Mais, grâce à Klaus, le mariage est interrompu et le comte Olaf arrêté.

## Fiche technique
Sauf indication contraire, les informations mentionnées dans cette section peuvent être confirmées par les bases de données cinématographiques IMDb et Allociné,  présentes dans la section « Liens externes ».
- Titre original : Lemony Snicket's A Series of Unfortunate Events
- Titre français : Les Désastreuses Aventures des orphelins Baudelaire
- Titre québécois : Les Désastreuses Aventures des orphelins Baudelaire d'après Lemony Snicket[1]
- Réalisation : Brad Silberling
- Scénario : Robert Gordon, adapté de la série de romans éponyme de Daniel Handler
- Musique : Thomas Newman
- Direction artistique : John Dexter, Tony Fanning, William Hawkins et Martin Whist
- Décors : Rick Heinrichs
- Costumes : Colleen Atwood
- Maquillage : Bill Corso, Kathleen Freeman, Rob Hinderstein, Valli O'Reilly, Chris Yagher et Kevin Yagher
- Coiffure : Mitchell Stone
- Photographie : Emmanuel Lubezki
- Son : Anna Behlmer, Andy D'Addario, Richard King, Andy Nelson, Anand Pawar, Denis St. Amand, Dean A. Zupancic
- Montage : Michael Kahn
- Production : Laurie MacDonald, Walter F. Parkes et Jim Van Wyck
  - Production déléguée : Albie Hecht, Julia Pistor, Scott Rudin et Barry Sonnenfeld
  - Production associée : Linda Fields Hill et Michele Panelli-Venetis
  - Coproduction : Scott Aversano et Minor Childers
- Sociétés de production :
  - États-Unis : Nickelodeon Movies, Parkes/MacDonald Image Nation et Scott Rudin Productions, présenté par Dreamworks Pictures et Paramount Pictures
  - Allemagne : en association avec Kumar Mobiliengesellschaft mbH & Co. Projekt Nr. 2 KG
- Sociétés de distribution : Paramount Pictures (États-Unis) ; United International Pictures (France, Suisse romande, Allemagne) ; DreamWorks Distribution (international)
- Budget : 140 millions USD[2],[3]
- Pays de production :  États-Unis,  Allemagne
- Langue originale : anglais
- Format : couleur (DeLuxe) et noir et blanc — 35 mm — 1,85:1 (Panavision) — son Dolby Digital EX / DTS-ES / SDDS
- Genre : comédie, fantastique, aventure
- Durée : 108 minutes
- Dates de sortie[4] :
  - États-Unis, Québec : 17 décembre 2004[1]
  - France, Belgique : 22 décembre 2004[5],[6]
  - Suisse romande : 2 février 2005[7]
- Classification[8] :
  - États-Unis : certaines scènes ou propos sont susceptibles de heurter la sensibilité des plus jeunes - accord parental souhaitable (PG - Parental Guidance Suggested)[N 1]
  - France : tous publics (conseillé à partir de 10 ans)[5],[9]
  - Belgique : tous publics (jeune public) (Alle Leeftijden)[6]
  - Suisse romande : interdit aux moins de 10 ans[10]
  - Québec : tous publics (G - General Rating)[1]

## Distribution
- Jim Carrey (VF : Emmanuel Curtil) : le comte Olaf, Stéphano, le capitaine Sham
- Liam Aiken (VF : Olivier Martret) : Klaus Baudelaire
- Emily Browning (VF : Noémie Orphelin) : Violette Baudelaire
- Timothy Spall (VF : Vincent Grass) : Mr Poe
- Billy Connolly (VF : Michel Mella) : Oncle Monty
- Meryl Streep (VF : Évelyn Séléna) : Tante Agrippine (Aunt Josephine dans la version originale)
- Jude Law (VF : Bernard Gabay) : Lemony Snicket
- Catherine O'Hara : la juge Abott
- Cedric The Entertainer (VF : Jean-Michel Martial) : le commissaire
- Luis Guzmán : l'homme chauve
- Jennifer Coolidge : une des femmes à la tête blanche
- Craig Ferguson : la personne au genre indéterminé
- Dustin Hoffman (VF : Dominique Collignon-Maurin) : le critique (non crédité)
- Shelby et Kara Hoffman (VF : Emma Alesi) : Prunille Baudelaire (Sunny Baudelaire dans la version originale)

- Version française
  - Société de doublage : Dubbing Brothers
  - Direction artistique : Barbara Tissier
  - Adaptation des dialogues : Sylvie Carter

Source et légende : Version française (VF) sur AlloDoublage

## Distinctions

### Récompenses
| Récompenses 2004-2005 du film Les Désastreuses Aventures des orphelins Baudelaire | Récompenses 2004-2005 du film Les Désastreuses Aventures des orphelins Baudelaire | Récompenses 2004-2005 du film Les Désastreuses Aventures des orphelins Baudelaire | Récompenses 2004-2005 du film Les Désastreuses Aventures des orphelins Baudelaire                                    | Récompenses 2004-2005 du film Les Désastreuses Aventures des orphelins Baudelaire |
| Années                                                                            | Évènements                                                                        | Catégorie / Récompense                                                            | Nommé(es) / Lauréat(es)                                                                                              |                                                                                   |
| --------------------------------------------------------------------------------- | --------------------------------------------------------------------------------- | --------------------------------------------------------------------------------- | --- | --------------------------------------------------------------------------------- |
| 2004                                                                              | Festival du film de Hollywood                                                     | Compositeur de l'année                                                            | Thomas Newman |                                                                                   |
| 2004                                                                              | Phoenix Film Critics Society Awards                                               | Meilleur maquillage                                                               | Les Désastreuses Aventures des orphelins Baudelaire                                                                  |                                                                                   |
| 2005                                                                              | Art Directors Guild                                                               | Meilleurs décors dans un film d'époque ou fantastique                             | Bill Boes, John Dexter, Tony Fanning, William Hawkins, A. Todd Holland, Rick Heinrichs, Eric Sundahl et Martin Whist |                                                                                   |
| 2005                                                                              | Australian Academy of Cinema and Television Arts Awards                           | Meilleure actrice                                                                 | Emily Browning |                                                                                   |
| 2005                                                                              | BMI Film and TV Awards                                                            | Prix BMI de la meilleure musique de film                                          | Thomas Newman |                                                                                   |
| 2005                                                                              | Costume Designers Guild Awards                                                    | Meilleurs costumes d'époque dans un film fantastique                              | Colleen Atwood |                                                                                   |
| 2005                                                                              | Online Film and Television Association                                            | Meilleurs maquillages et coiffures                                                | Bill Corso, Kathleen Freeman, Rob Hinderstein, Valli O'Reilly, Mitchell Stone, Chris Yagher et Kevin Yagher          |                                                                                   |
| 2005                                                                              | Online Film and Television Association                                            | Meilleure séquence                                                                | Les enfants animés fuyent le comte Olaf                                                                              |                                                                                   |
| 2005                                                                              | Oscars                                                                            | Oscar du meilleur maquillage                                                      | Bill Corso et Valli O'Reilly                                                                                         |                                                                                   |
| 2005                                                                              | Teen Choice Awards                                                                | Meilleur méchant                                                                  | Jim Carrey |                                                                                   |

### Nominations
| Nominations 2004-2006 du film Les Désastreuses Aventures des orphelins Baudelaire | Nominations 2004-2006 du film Les Désastreuses Aventures des orphelins Baudelaire | Nominations 2004-2006 du film Les Désastreuses Aventures des orphelins Baudelaire | Nominations 2004-2006 du film Les Désastreuses Aventures des orphelins Baudelaire          | Nominations 2004-2006 du film Les Désastreuses Aventures des orphelins Baudelaire |
| Années                                                                            | Évènements                                                                        | Catégorie / Récompense                                                            | Nommé(es) / Lauréat(es)                                                                    |                                                                                   |
| --------------------------------------------------------------------------------- | --------------------------------------------------------------------------------- | --------------------------------------------------------------------------------- | ------------------------------------------------------------------------------------------ | --------------------------------------------------------------------------------- |
| 2004                                                                              | International Film Music Critics Award (IFMCA)                                    | Meilleure musique originale pour un film comique                                  | Thomas Newman                                                                              |                                                                                   |
| 2005                                                                              | Academy of Science Fiction, Fantasy and Horror Films - Saturn Awards              | Meilleur film fantastique                                                         | Les Désastreuses Aventures des orphelins Baudelaire                                        |                                                                                   |
| 2005                                                                              | Academy of Science Fiction, Fantasy and Horror Films - Saturn Awards              | Meilleur maquillage                                                               | Bill Corso et Valli O'Reilly                                                               |                                                                                   |
| 2005                                                                              | Critics' Choice Movie Awards                                                      | Meilleur jeune acteur                                                             | Liam Aiken                                                                                 |                                                                                   |
| 2005                                                                              | Critics' Choice Movie Awards                                                      | Meilleure jeune actrice                                                           | Emily Browning                                                                             |                                                                                   |
| 2005                                                                              | Critics' Choice Movie Awards                                                      | Meilleur film de famille                                                          | Les Désastreuses Aventures des orphelins Baudelaire                                        |                                                                                   |
| 2005                                                                              | Il Festival Nazionale del Doppiaggio Voci nell'Ombra                              | Meilleure voix masculine                                                          | Roberto Pedicini pour le doublage de Jim Carrey                                            |                                                                                   |
| 2005                                                                              | International Cinephile Society                                                   | Meilleure direction artistique                                                    | Rick Heinrichs                                                                             |                                                                                   |
| 2005                                                                              | International Online Cinema Awards (INOCA)                                        | Meilleure conception de costumes                                                  | Colleen Atwood                                                                             |                                                                                   |
| 2005                                                                              | International Online Cinema Awards (INOCA)                                        | Meilleur maquillage et coiffure                                                   | Les Désastreuses Aventures des orphelins Baudelaire                                        |                                                                                   |
| 2005                                                                              | Kids' Choice Awards                                                               | Acteur de cinéma préféré                                                          | Jim Carrey                                                                                 |                                                                                   |
| 2005                                                                              | MTV Movie & TV Awards                                                             | Meilleur méchant                                                                  | Jim Carrey                                                                                 |                                                                                   |
| 2005                                                                              | Online Film and Television Association                                            | Meilleure direction artistique                                                    | Cheryl Carasik, John Dexter, Tony Fanning, William Hawkins, Rick Heinrichs et Martin Whist |                                                                                   |
| 2005                                                                              | Online Film and Television Association                                            | Meilleur site officiel de film                                                    | Les Désastreuses Aventures des orphelins Baudelaire                                        |                                                                                   |
| 2005                                                                              | Oscars                                                                            | Meilleure direction artistique                                                    | Cheryl Carasik et Rick Heinrichs                                                           |                                                                                   |
| 2005                                                                              | Oscars                                                                            | Meilleure création de costumes                                                    | Colleen Atwood                                                                             |                                                                                   |
| 2005                                                                              | Oscars                                                                            | Meilleure musique de film                                                         | Thomas Newman                                                                              |                                                                                   |
| 2005                                                                              | [[9e cérémonie des Satellite Awards\|Satellite Awards]]                           | Meilleure photographie                                                            | Emmanuel Lubezki                                                                           |                                                                                   |
| 2005                                                                              | [[9e cérémonie des Satellite Awards\|Satellite Awards]]                           | Meilleur montage                                                                  | Dylan Tichenor                                                                             |                                                                                   |
| 2005                                                                              | Teen Choice Awards                                                                | Meilleur acteur dans un film d'action / aventure / thriller                       | Jim Carrey                                                                                 |                                                                                   |
| 2005                                                                              | Teen Choice Awards                                                                | Meilleur menteur                                                                  | Jim Carrey                                                                                 |                                                                                   |
| 2005                                                                              | Visual Effects Society Awards                                                     | Meilleur personnage animé dans un film en prise de vue réelle                     | Prunille Baudelaire - Sam Breach, Indira Guerrieri, Martin Murphy et Rick O'Connor         |                                                                                   |
| 2005                                                                              | World Soundtrack Awards                                                           | Compositeur de la bande originale de l'année                                      | Thomas Newman                                                                              |                                                                                   |
| 2005                                                                              | Young Artist Awards                                                               | Meilleur long métrage familial - Comédie ou musical                               | Les Désastreuses Aventures des orphelins Baudelaire                                        |                                                                                   |
| 2005                                                                              | Young Artist Awards                                                               | Meilleur jeune acteur dans un long métrage                                        | Liam Aiken                                                                                 |                                                                                   |
| 2005                                                                              | Young Artist Awards                                                               | Meilleure jeune actrice dans un long métrage                                      | Emily Browning                                                                             |                                                                                   |
| 2005                                                                              | Young Artist Awards                                                               | Meilleure jeune actrice âgée de dix ans ou moins dans un long métrage             | Kara Hoffman et Shelby Hoffman                                                             |                                                                                   |
| 2006                                                                              | Academy of Science Fiction, Fantasy and Horror Films - Saturn Awards              | Meilleure édition spéciale DVD                                                    | Les Désastreuses Aventures des orphelins Baudelaire                                        |                                                                                   |

## Éditions en vidéo
En France, le film Les Désastreuses Aventures des orphelins Baudelaire est sorti le 1er juillet 2005 en DVD et en DVD édition collector. Par la suite, le film est ressorti en DVD édition collector le 1er août 2006, ressorti en DVD simple le 3 août 2006, puis en Blu-ray le 1er juin 2012 et en VOD le 1er février 2016.